# Jaguar (Jagdpanzer)
Der Jaguar 1 ist ein Jagdpanzer, der von den Unternehmen Henschel (heute Rheinmetall Landsysteme) und Hanomag entwickelt und produziert und bei der deutschen Bundeswehr von 1978 bis 2005 genutzt wurde. Beim österreichischen Bundesheer war er von 1996 bis 2006 eingesetzt. Insgesamt wurden 316 Fahrzeuge vom Raketenjagdpanzer 2 zum Jaguar 1 umgerüstet.

## Geschichte

### Deutschland
Die Entwicklung des Jaguar geht auf den Kanonenjagdpanzer der Bundeswehr zurück, dessen Wanne und Fahrgestell weitgehend mit jenem identisch sind. Auf Basis des Kanonenjagdpanzers wurden ab 1963 Prototypen für einen neuen Raketenjagdpanzer gefertigt, der den Raketenjagdpanzer 1 ersetzen sollte. Ab 1967 wurden von den beiden Entwicklerfirmen insgesamt 370 Fahrzeuge unter der Bezeichnung Raketenjagdpanzer 2 gebaut. Diese Fahrzeuge waren noch mit zwei Startgeräten für die Panzerabwehrlenkwaffe SS 11 ausgerüstet.
Nachdem die Entwicklung des HOT-Systems abgeschlossen war, wurde an einigen Prototypen des Raketenjagdpanzers 2 die Nutzung getestet. Nach dem erfolgreichen Abschluss der Tests wurden von 1978 bis 1983 insgesamt 316 Fahrzeuge auf das neue Waffensystem umgerüstet und mit einer Zusatzpanzerung versehen. Diese Fahrzeuge wurden als Jaguar 1 bezeichnet.
Das Modell Jaguar 2 basiert auf dem Kanonenjagdpanzer (KaJaPa). Zwischen 1983 und 1985 wurden dazu bei 165 Fahrzeugen die Kanonen entfernt und durch das Panzerabwehrlenkraketensystem TOW ersetzt. Auch der Jaguar 2 erhielt die zusätzliche Panzerung.
Beide Modelle des Jaguar wurden bei der Panzerjägertruppe der Bundeswehr eingesetzt. Nach deren Auflösung im Jahr 1996 wurden die noch verbliebenen Fahrzeuge des Typs Jaguar 1 den Panzergrenadierbataillonen (PzGrenBtl), teilweise auch Panzerbataillonen zugeordnet. Bis Ende 2005 wurden alle Jagdpanzer Jaguar 1 außer Dienst gestellt.

### Österreich
In den Jahren 1995/96 verkaufte die Bundesrepublik Deutschland 90 Jagdpanzer Jaguar 1 an das österreichische Bundesheer, die geschlossen im Panzerabwehrbataillon 1 eingesetzt wurden. 2005 wurde im Zuge der Bundesheer-Reform 2010 von der österreichischen Regierung beschlossen, diese Panzer ab Anfang 2006 stillzulegen.
Der österreichische Rechnungshof kritisierte im März 2006 die Beschaffung. Er bemängelte, die Instandsetzung der gekauften Panzer sei so schleppend verlaufen, dass Anfang 2005, acht Jahre nach Beschaffungsbeginn, erst 55 Prozent der Panzer im Einsatz waren. Der geplante Zweck sei nie erreicht worden, weil die notwendigen Wärmebildgeräte aus finanziellen Gründen nicht beschafft worden waren. Allein mit den Ausgaben für die gekaufte HOT-Munition, die einen Großteil der Beschaffungskosten ausgemacht hatte, seien 40 Mio. Euro „verlorener Aufwand“ entstanden.

## Technik

### Jaguar 1
Der HOT-Lenkflugkörper konnte sowohl unter Panzerschutz als auch ABC-Schutz eingesetzt werden: im Inneren des Panzers befand sich eine Ladeautomatik mit einem gasdichten Trommelmagazin für acht Lenkflugkörper. Durch eine Luke wurde das geladene Startrohr mit dem Lenkflugkörper von der Ladeautomatik nach draußen geführt und auf die Visierlinie des Richtschützen ausgerichtet. Außerhalb des Trommelmagazins konnten im Panzer bis zu 12 weitere Lenkflugkörper mitgeführt werden. Uneingeschränkt nachtkampffähig wurde der Jaguar 1 erst mit der Kampfwertsteigerung A3.

### Jaguar 2

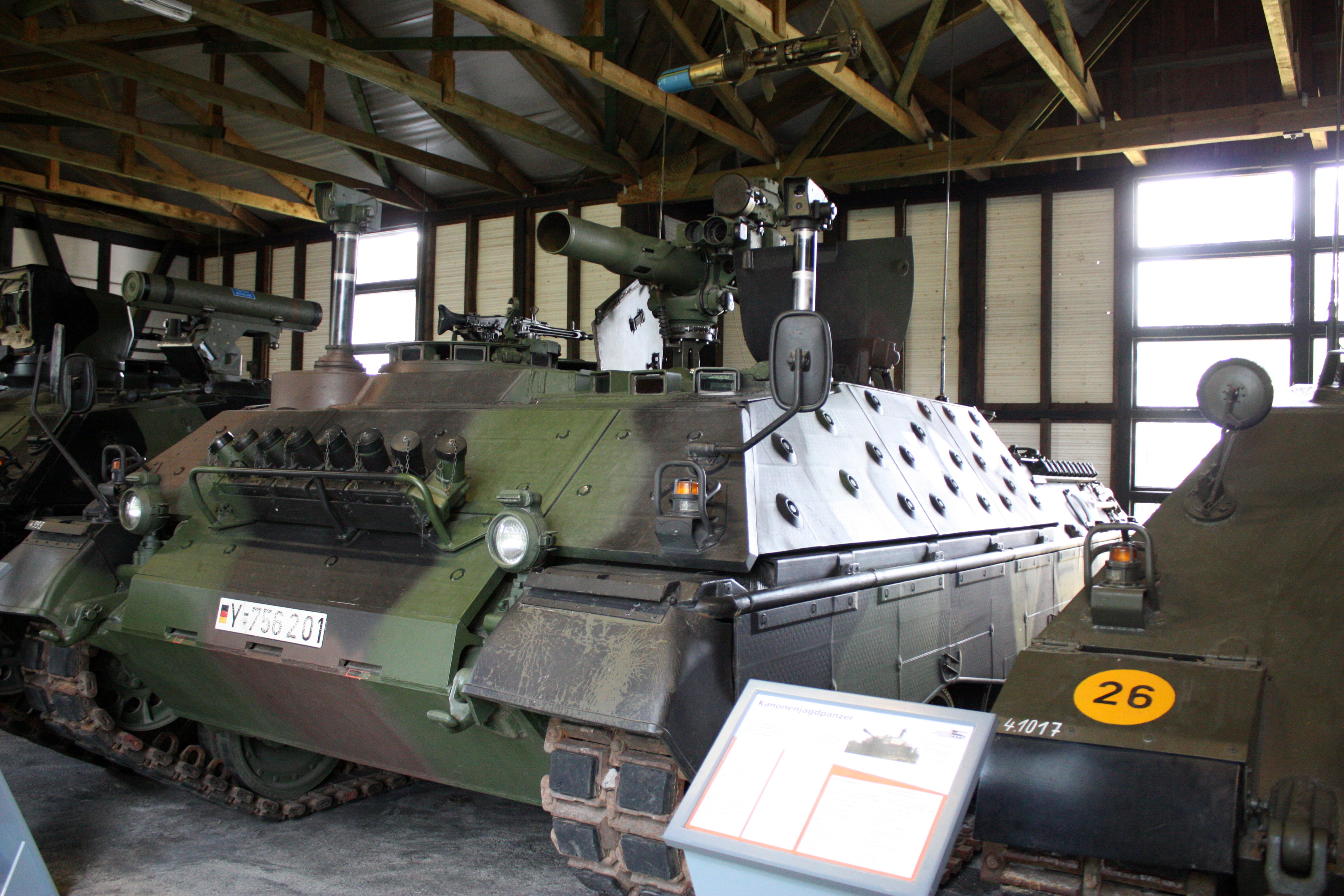
Raketenjagdpanzer 4 Jaguar 2 im Deutschen Panzermuseum Munster

Richtschütze und Ladeschütze standen bei diesem Panzer zusammen mit dem Starter für den Lenkflugkörper TOW auf einer ausfahrbaren Hublafette. Der Starter musste manuell nachgeladen werden. Ein vollständiger Panzer- und ABC-Schutz war deshalb nicht möglich. Bei ausgefahrener Hublafette dienten die Lukenklappen als behelfsmäßige Kugelblenden für die exponierten Schützen. Bis zu 14 Lenkflugkörper konnten im Panzer mitgeführt werden. Anders als der Jaguar 1 war der Jaguar 2 von Beginn an voll nachtkampftauglich, und der TOW-Starter konnte auch abgesetzt vom Fahrzeug eingesetzt werden.